# Kundelovský potok
Kundelovský potok je více než 5 kilometrů dlouhý potok, pravostranný přítok řeky Oslavy,v okrese Třebíč, v Kraji Vysočina. Protéká přes katastrální území Budišov, Hodov, Studnice, Klementice a Oslava.

## Popis toku
Potok pramení u silnice III/39013, která vede z Budišova do Hodova. V Kundelově napájí dva rybníky (Nový a Kundelovský), a nabírá zde také svůj nejvýznamnější přítok. Je jím potok tekoucí z Budišova, který napájí rybníky Pyšelák, Skalka a Motouz. Dále teče údolím mezi obcí Studnice a vesnicí Klementice, kde sbírá menší přítoky z místních rybníků. Vlévá se do řeky Oslavy, těsně za mostem ve vesnici Oslava.